# Alfredo Rizzo
Pour les articles homonymes, voir Rizzo.
Alfredo Rizzo, né le 29 septembre 1902 à Nice et mort le 6 septembre 1991 à Rome, est un acteur, un réalisateur et un scénariste italien. Il apparaît parfois au générique sous les noms Fred Ritz ou Alfred Rice.

## Biographie
Acteur d'avant-spectacle et de revue, Alfredo Rizzo est assez connu à l'âge d'or du théâtre de variétés ou il se produit en compagnie de son frère Carlo ou d'autres comme Erminio Macario.
Il apparaît pour la première fois sur le grand écran en 1939, avec un petit rôle dans Macario millionnaire de Mario Mattoli (il joue l'homme qui trouve une mouche dans son plat). À partir de 1946, il interprète de nombreux films comiques ou dramatiques, toujours dans des rôles secondaires où il est d'habitude le méchant ou l'adversaire d'un personnage principal.
En 1960, il revient sur scène avec son frère Carlo.
Il réalise des films à partir de 1971, essentiellement des films érotiques.
Il travaille jusqu'à un âge avancé en tant qu'acteur pour de nombreux réalisateurs.

## Filmographie

### comme réalisateur
- 1971 : Les Jardins du diable (I giardini del diavolo), sous le nom Fred Ritz)
- 1974 : Obsessions charnelles (it) (Carnalità)
- 1975 : La Sangsue (La sanguisuga conduce la danza)
- 1975 : Caresses italiennes (it) (La bolognese)
- 1976 : Sorbole... che romagnola (it)
- 1977 : Nuits de grande chaleur (Peccati di una giovane moglie di campagna)
- 1978 : Suggestionata (it)
- 1978 : Alessia... un vulcano sotto la pelle

### Crédits de traduction
- (it) Cet article est partiellement ou en totalité issu de l’article de Wikipédia en italien intitulé « Alfredo Rizzo » (voir la liste des auteurs).